# 马丁·施莱廷格
马丁·施莱廷格（Martin Schrettinger，1772年6月17日—1851年4月12日）是德國牧师和圖書館員。是图书馆学的开拓者，主题目录最早的创制者，图书馆专业教育的先驱。著有《图书馆学教程》和《图书馆学概览》。

## 生平
1772年生于上普法伦茨。1793年流亡到上弗郎克，1795年任职当地的牧师并于1800年擔任修道院圖書館的館員。在1802年修道院拆除前夕，前往慕尼黑的皇家图书馆工作。1851年死于慕尼黑。
施莱廷格作为图书馆管理员，第一次把图书馆作为一门理论学科正式提出。施莱廷格致力于把图书馆内的书籍按照学科种类进行分置，并提出了以字母排列为序的作者书目和地域书目。
他將「圖書館學」定義為「圖書館是實施有目的的組織，並依所需要的理論準則概括組織內容。」